# Bleich (Naturschutzgebiet)
Die Bleich ist ein mit Verordnung vom 3. Dezember 1992 durch das Regierungspräsidium Tübingen ausgewiesenes Naturschutzgebiet auf dem Gebiet der Gemeinde Merklingen.

## Lage
Das Naturschutzgebiet Bleich liegt etwa 250 Meter südöstlich von Merklingen, an der Kappenhalde südlich des Steinbruchs im Naturraum Mittlere Kuppenalb.

## Schutzzweck
Wesentlicher Schutzzweck ist laut Schutzgebietsverordnung „die Erhaltung einer offenen, fast wacholderfreien Heidefläche mit ihren zahlreichen Pflanzengesellschaften [...]; die Pflege und Weiterentwicklung dieser intakten Heidefläche durch die für diese Landschaftsteile charakteristische extensive Schafbeweidung; der Erhalt dieser durch den Einfluß von Mensch und Tier entstandenen Landschaft als Zeuge früherer Wirtschaftsweise sowie die Schaffung eines Bindegliedes im Heideverbund Laichingen‑Merklingen‑Nellingen zur Sicherung der regionalen Funktion als Überlebensraum für an diese Standorte besonders angepaßte Arten.“

## Landschaftscharakter
Das Naturschutzgebiet Bleich umfasst einen west- bis nordexponierten Hang eines für die Mittlere Kuppenalb typischen Trockentals. Es ist größtenteils von Wacholderheiden und Magerrasen bedeckt.

## Zusammenhängende Schutzgebiete
Das Naturschutzgebiet liegt eingebettet in das Landschaftsschutzgebiet Merklingen. Es bildet eine Verbundsachse mit den östlich davon gelegenen Naturschutzgebieten Sandburr und Geißrucken und ist Bestandteil des FFH-Gebiets Kuppenalb bei Laichingen und Lonetal.